# 国立台湾美術館

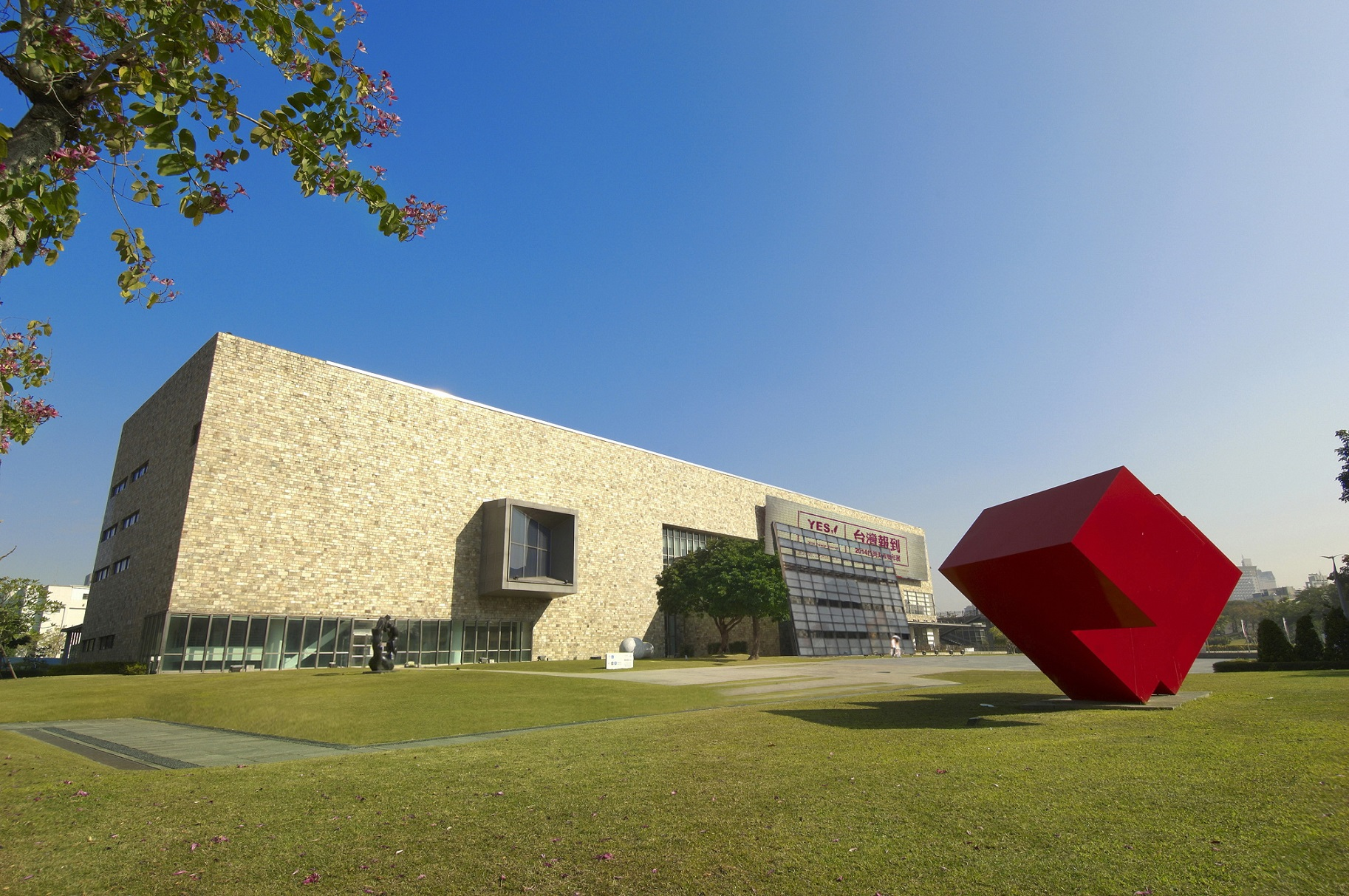
国立台湾美術館

国立台湾美術館（グオーリータイワンメイシューヴァン、中国語: 國立臺灣美術館、略称:国美館英語: The National Taiwan Museum of Fine Arts、略称:NTMoFA）は台中市西区にある美術館。アジア一の大きさとされる。明代・清代の作品のほか、台湾やアジア諸国や世界の近代美術・現代美術を中心に収集・展示している。

## 概要
1988年開館。当時は「台湾省立美術館」（中国語: 臺灣省立美術館）であったが、台湾省の機能が凍結されたことに伴い中華民国政府の管理下となり、1999年に「国立台湾美術館」と改名した。
過度な装飾を排した外観をもつ本館には、国内外の美術品が展示されている。地下1階、地上3階。2017年に改装した3階はバリアフリー化で好評を博している。手話映像による解説や、車椅子の通りやすい広めの鑑賞スペースなどである。絵本センターがあったり、2階には紅茶専門店「ローズハウス (Rose House)」も出店している。
現代美術、特にデジタルアートにも注力しており、専門館「数位芸術方舟digital-ark」もある。また、中華民国国宝の林玉山の水墨画「蓮池」(1930年)や、中華民国重要古物の陳澄波の油彩画「嘉義遊園地」（1937年）､黄土水のレリーフ「水牛群像」（1930年）を所蔵している｡
国立自然科学博物館から国立台湾美術館まで続く草悟道という並木道がある｡
企画展以外の常設展は無料。
- 営業時間：毎週月曜日、大晦日、春節の初日は休業。火曜日〜金曜日：09：00〜17：00

土日：09：00〜18：00｡
- 住所

40359 台湾 西区台中 西區五權西路一段2號
座標: 北緯24度08分29秒 東経120度39分50秒 / 北緯24.1413393度 東経120.6637502度

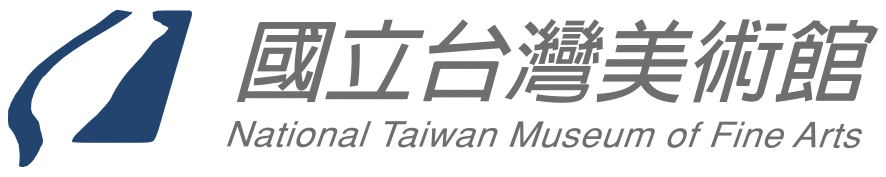
ロゴ
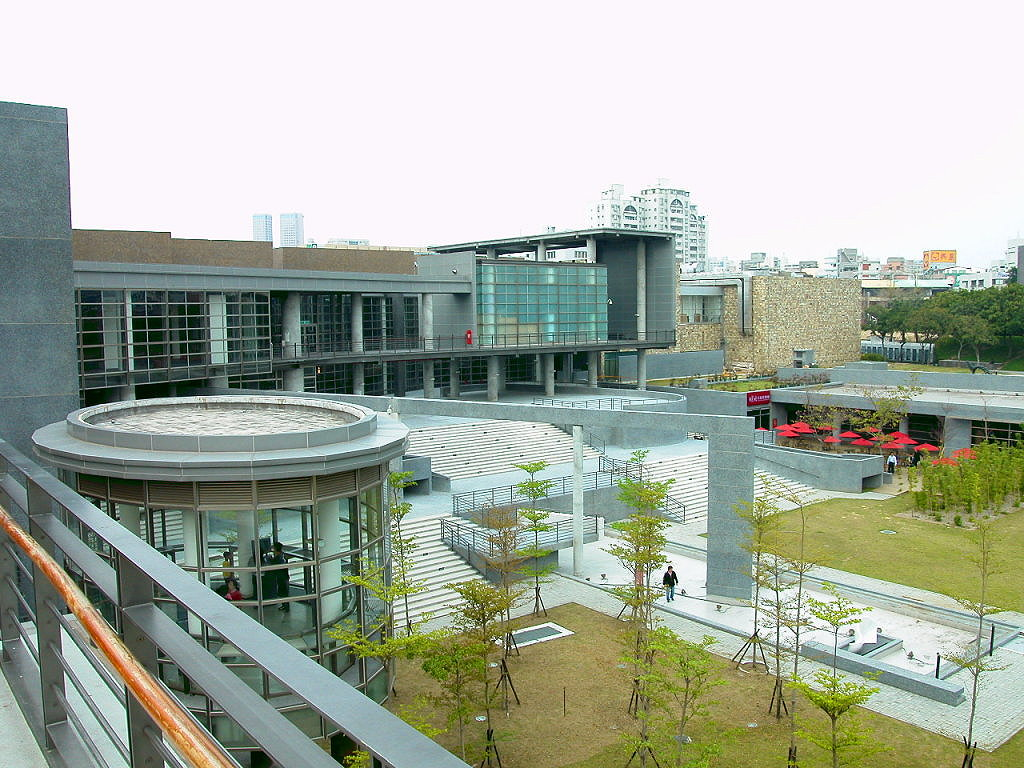
国美館一角
春水堂人文茶館
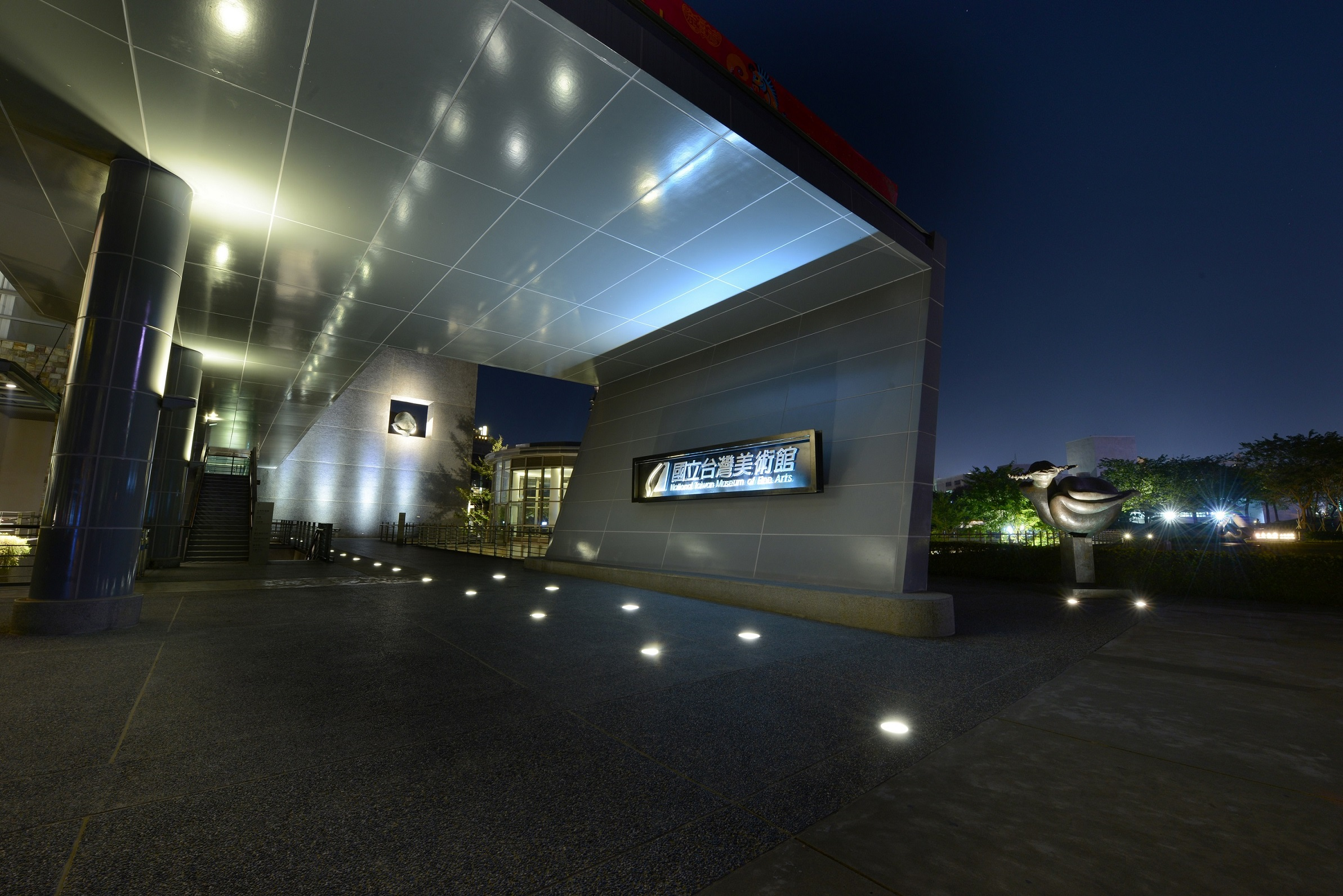
大門入口夜景

## 近隣施設
- 台中市立文化局（中国語版）
- 科学博物館